# Petite roussette musquée
Ptenochirus minor
Espèce
Répartition géographique
Statut de conservation UICN

 LC  : Préoccupation mineure
La Petite roussette musquée (Ptenochirus minor) est une espèce de chauve-souris de la famille des Pteropodidae. Elle est endémique des Philippines.

## Systématique
L'espèce Ptenochirus minor a été décrite en 1979 par la mammalogiste japonaise Mizuko Yoshiyuki (d).